# Castor Daudt
Castor Daudt (Carlo Henrique Alves Daudt) (Porto Alegre, 1972) é guitarrista, baterista, compositor e cantor, mais conhecido por ter participado do grupo brasileiro de rock DeFalla.
É formado em Publicidade & Propaganda pela PUCRS e Jornalismo pela UFRGS, tendo atuado nessa área desde 95.
Tocou guitarra, violão e (algumas) baterias nos discos Papaparty (1987) e Its Fuckin' Borin' to Death (1989); logo assumiu o cargo de baterista deixado por Biba Meira gravando Screw You (1989), We Give a Shit (1990) e Kingzobullshit (1992). Volta às guitarras em Top Hits (1995), quando a banda apresentava-se com o nome 'D-Fhala' e sem o vocalista Edu K.  Neste disco, é responsável pelos vocais da faixa "You" (Castor também canta e toca todos os instrumentos em "Brainwasher" do álbum "We Give a Shit.
Abandona o grupo antes da volta de Edu K e da fase Miami Rock (2000).
Não participou do primeiro retorno da banda em 2004, sendo suas guitarras substituídas por Rafael Crespo (ex-Planet Hemp) e Peu (ex-Pitty).
Após ter saído da banda DeFalla, em 95, foi trabalhar na área de comunicação, em Maceió-AL, onde atuou em agências de publicidade, afiliadas GLOBO e atualmente na TVE-AL, que integra o IZP (Instituto Zumbi dos Palmares) junto com a Educativa FM, Difusora AM e Teatro Linda Mascarenhas.
Em 2003 criou em Maceió a banda tributo aos Beatles, a "The Beatles Again", com a qual fez vários shows pelo Nordeste, até 2007.
Em 2011 participou do bem-sucedido show de reunião dos 25 anos da formação do "DeFalla", o que provocou uma volta da banda aos palcos nacionais, com shows em festivais consagrados como o "Porão Do Rock" em Brasília, a "Virada Cultural" em SP, ao lado de atrações internacionais.
Além do DeFalla, também participou, de 1978 a 1986, dos grupos "Caminhão Honesto"(1978), "A Nata" (1979), "Chamborraia"(1982), "Atahualpa e os Punks", "Os Bonitos", "Júlio Reny e o Expresso Oriente", e "Urubu Rei" (antigo grupo do atual produtor musical Carlos Eduardo Miranda e de Flávio Santos, também integrante do DeFalla).
Lançou com o DeFalla, o disco "Monstro" (Deck Discos) em maio de 2016, onde canta, toca guitarra, violão, bateria e é compositor da maioria das músicas.
O disco foi muito bem recebido e rendeu críticas excelentes na grande mídia.
Após a turnê de lançamento, a banda decidiu entrar em recesso por tempo indeterminado. No entanto, todos os integrantes estão sempre em contato e desenvolvendo outros projetos. Castor tem um programa (Castor Daudt Show) na Webradio mutanteradio.com sempre às sextas às 14h.
No início de 2019 se reuniu com os membros originais da banda Atahualpa Y Us Panquis para gravar um disco em homenagem ao antigo vocalista, Carlos Miranda, com os clássicos repaginados, com a ajuda do Carlos Carneiro (Bidê ou Balde), que assumiu vocais e teclados da banda. O disco se chama MiniMundo e está nas plataformas digitais desde 23 de Agosto de 2019. Show de lançamento foi no Bar Ocidente em POA, dia 26 de Agosto de 2019.
Paralelo a isto, criou o projeto "Castor Daudt Show", fazendo shows com todas as músicas importantes da história do Rock pelo país.
E também o projeto "Gigantes do Rock Gaúcho", com KingJim e Justin Vasconcelos (ex-Garotos da Rua), tendo realizado vários shows desde 2021 até agora.
Em 2023 criou o TRIBUTO MIRANDA, festa-show que reúne artistas e bandas homenageando o falecido amigo, produtor, jurado, músico e compositor Carlos Eduardo Miranda. Este evento anual já faz parte da agenda cultural do Estado, e é beneficente ao Relicário do Rock Gaúcho, entidade que recupera e digitaliza raridades musicais da cena de rock gaúcha.